# Canale 10 (Toscana)
Canale 10 è una rete televisiva italiana regionale con sede a Firenze.

## Storia
L'emittente nasce nel 1979 per opera di Boris Mugnai, proprietario anche di RTV38, ed aveva sede a Figline Valdarno.
Nel 1983 viene acquisita da Piero Barbagli che spostò la sede a Firenze.
Agli inizio del anno '90 Canale 10 avviò una stagione di produzioni televisive originali, rafforzando la propria identità editoriale a livello regionale.
Nel 1991 nasce Toscana Antiquaria, una delle trasmissioni più rappresentative dell'emittente, in onda ogni venerdì sera dalle 21:00 alle 22:00. Il programma, condotto dal divulgatore e critico d'arte Corrado Marsan con la regia di Massimo Canino, era un talk show dedicato al mondo dell'antiquariato e dell’arte, ambientato nei salotti fiorentini e impreziosito dalla presenza di ospiti di rilievo. Nel corso degli anni, la trasmissione ha ospitato critici d’arte del calibro di Antonio Paolucci e Vittorio Sgarbi, oltre a interviste a noti artisti come Luca Alinari, Sergio Falorni e Sergio Scatizzi.
Sempre nel 1991, Canale 10 trasmette Notte Frizzante, un programma settimanale ideato da Antonio Meraglia e Barbara Pelosi. Il format, innovativo per l’epoca, andava in onda ogni venerdì dalle 22:30 alle 23:00 e si presentava come una rubrica agile e dinamica dedicata a moda, costume e tendenze sociali. Attraverso servizi brevi ma incisivi, il programma esplorava abitudini, colori e folklore della vita notturna toscana, contribuendo a caratterizzare ulteriormente il palinsesto dell’emittente con contenuti sperimentali e al passo con i cambiamenti culturali del tempo.
Nel 1992 viene rilevata dal gruppo Cecchi Gori tramite la CTG Srl, beneficiando dei numerosi film a disposizione del Gruppo (e delle trasmissioni sportive sulla Fiorentina, anch'essa di proprietà di Cecchi Gori).
In quel periodo Canale 10 inizia a utilizzare i nuovi studi fiorentini di via Alessandro Marchetti, sede dell'emittente, con la direzione di Filippo Grassia e poi di Massimo Sandrelli.
La programmazione era caratterizzata da diverse trasmissioni autoprodotte di informazione, di sport e di spettacolo, come nel 1995 "Casablanca, album di famiglia TV locali e dintorni" del regista-musicista Franco Boldrini (ex-leader dei Califfi), con al pianoforte Stefano Bollani, compresa la registrazione della prima trasmissione via etere di Mauro Montagni con Enzo Tortora e Indro Montanelli. Nel 1992 ebbe inoltre inizio una trasmissione sportiva intitolata Ring dei Tifosi, condotta da David Guetta, già noto speaker di Radio Blu. Il programma divenne presto un punto di riferimento per il pubblico fiorentino grazie alla partecipazione settimanale di numerosi personaggi legati al mondo viola, tra cui Mario Ciuffi, celebre tra i tifosi per la sua schiettezza e ironia.
Un'altra storica trasmissione sportiva dell’emittente fu Stadium, condotta inizialmente da Filippo Grassia e successivamente da Massimo Sandrelli. Il programma andava in onda subito dopo le partite della Fiorentina, offrendo interviste esclusive, approfondimenti e la partecipazione di ospiti di rilievo del panorama calcistico italiano, tra cui anche giocatori della squadra viola. La regia era affidata a Paolo Del Bianco, affiancato da Antonio Meraglia e Francesco Lepori. Tra i protagonisti delle varie edizioni si ricordano Luca Speciale (La7), il giornalista Francesco Selvi, Niccolò Ceccherini, Carlo Conti, Walter Santillo, Cristiano Militello e Ilaria Masini. Segue nel 1997 sempre di Boldrini "Casablanca Viola", trasmissione in sei puntate condotta dal Sandrelli sulla storia della Fiorentina dal 1926.
Nell'intrattenimento Canale 10 si è avvalsa della collaborazione di personaggi quali Carlo Conti, Massimo Ceccherini, Walter Santillo, Cristiano Militello, Giorgio Ariani.
La struttura giornalistica e tecnica di Canale 10 realizza servizi e dirette televisive, in ambito cronaca e sport della Toscana, per LA7 e per SKY Italia.
Nel 2006 il gruppo Profit di Raimondo Lagostena acquisisce l'emittente. Inoltre, è disponibile il servizio di teletext.
Da gennaio 2008 Canale 10 si affilia al circuito di Odeon, che diffonde il proprio palinsesto attraverso emittenti locali presenti sul territorio nazionale. Dal 2011 trasmette i programmi del gruppo Profit, trasferendo i propri programmi autoprodotti sul CH.13 (rilevato da Gold TV).
Dal 10 aprile 2014 la gestione del palinsesto passa al gruppo televisivo TVR Teleitalia; conseguentemente insieme al marchio Canale 10 sullo schermo appare quello di Tvr Più e del circuito Cinquestelle.
Nel 2016 è al terzo posto fra le tv toscane nella graduatoria per la concessione di contributi alle emittenti televisive locali per l’anno 2011.

## Area di copertura
Canale 10 diffonde il proprio segnale televisivo in Toscana, nel Lazio (in parte delle province di Roma e Viterbo) ed in Liguria (in parte della provincia di La Spezia e Genova) raggiungendo potenzialmente una popolazione di circa 4,2 milioni di persone. La copertura di Canale 10 in Toscana è di circa 3.010.000 di individui, pari ad 86% della popolazione.
Dispone di 55 impianti di trasmissione per una potenza complessiva di irradiazione di oltre 10.000 watt.